# Dendronephthya klunzingeri
Dendronephtya klunzingeri is een koraalsoort die lid is van de familie Nephtheidae uit de orde Alcyonacea, de zachte of leerkoralen.
Dendronephtya klunzingeri vormt kleurige kolonies van zachte koralen die soms een hoogte kunnen bereiken van meer dan een meter Het weke lichaam wordt gesteund door losse kalknaalden in het weefsel, die duidelijk te zien zijn in het doorzichtige lichaam. De soort komt voor op diepere delen van het koraalrif van de Indische Oceaan en Grote Oceaan. Ze strekken 's nachts (en overdag, bij sterke stroming) hun vlezige armen geheel uit om het plankton op te vangen.